# Ampelisciphotis tridens
Ampelisciphotis tridens is een vlokreeftensoort uit de familie van de Photidae. De wetenschappelijke naam van de soort is voor het eerst geldig gepubliceerd in 1938 door Pirlot.